# Pelargonium whytei
Pelargonium whytei är en näveväxtart som beskrevs av John Gilbert Baker. Pelargonium whytei ingår i släktet pelargoner, och familjen näveväxter. Inga underarter finns listade i Catalogue of Life.